# Apatesia
Apatesia là chi thực vật có hoa trong họ Aizoaceae.